# ジュゼッペ・ブランツォーリ
ジュゼッペ・ブランツォーリ（Giuseppe Branzoli, 1835年 - 1909年1月21日）は、イタリアのヴァイオリニスト、マンドリン奏者、作曲家。

## 生涯
チェント出身。チェントとボローニャでヴァイオリン教師を務めたのち、ローマのアポロ劇場オーケストラの第1ヴァイオリン奏者となり、その他にもローマのマッシモ劇場でも演奏した。息子を亡くしてからは悲しみを乗り越えるためにさらに音楽に没頭し、フィルハーモニック・ソサィティで指揮者と弦楽器の教授を務めた。また聖チェチーリア音楽院の和声学の教授と司書を務めた。

## 作品
作品にはオペラ、管弦楽曲、マンドリンオーケストラ曲、器楽曲（ヴァイオリン、マンドリン、フルート、チェロのための作品）、さらに教会音楽などがある。

### オペラ
- トルカート・タッソ
- ソレント

### 管弦楽曲
- マイアベーアの墓への涙

### マンドリンオーケストラ
- 熱情
- 望まれし日
- ポルカ『マルゲリータ』

### 器楽曲
- ドニゼッティの墓への涙 - ヴァイオリンとピアノのための
- 結婚ポルカ - ピアノのための

## 弦楽器研究家として
1875年、『マンドリンのための理論と実践』を出版し、英語とフランス語にも翻訳された。この本は1888年にボローニャで開かれた国際音楽博覧会で1等賞を獲得した。2年後にその改訂版がパリの産業博覧会でやはり1等賞を獲得した。
1907年、マンドリンとギターの進歩のために「イル・マンドリーノ・ロマーノ」という雑誌を発刊し、彼の死の2年後まで発行された。

### 著作
- 『リュートとその物語』
- 『ヴァイオリニストのための歴史便覧』
- 『リュートの歴史と実践』
- 『マンドリンのための理論と実践』

## 文献
- Philip J. Bone, The Guitar and Mandolin, biographies of celebrated players and composers for these instruments, London: Schott and Co., 1914.